# Explorer-Klasse (2019)
Die Explorer-Klasse ist eine Klasse von Kreuzfahrtschiffen der portugiesischen Reederei Mystic Cruises.

## Geschichte
Die Explorer-Klasse besteht aus sieben Schiffen. Diese werden seit 2017 auf der Werft West Sea Estaleiros Navais in Viana do Castelo, Portugal, für die portugiesische Reederei Mystic Cruises in Porto gebaut. Die erste Einheit der Klasse wurde 2017 bestellt. Ende 2018 wurde die Bestellung um zwei weitere Einheiten erweitert. Anfang 2020 bestellte die Reederei vier weitere Schiffe. Die Vertragssumme hierfür beläuft sich auf 286,7 Mio. Euro. Die Baukosten pro Einheit sind mit 80 Mio. US-Dollar angegeben. Für eine weitere Einheit besteht eine Option.
Der Schiffsentwurf stammte vom dänischen Schiffsarchitekturbüro Knud E. Hansen. Die Bauaufsicht obliegt dem zu Bernhard Schulte Shipmanagement gehörenden Hamburger Unternehmen Schulte Marine Concept.
Das Typschiff der Klasse wurde im Juli 2019 abgeliefert.
Die erste Einheit der Klasse ist saisonal an Nicko Cruises bzw. Quark Expeditions verchartert, die zweite Einheit wird von Nicko Cruises betrieben. Weiteren Einheiten kommen bei der US-amerikanischen Reederei Atlas Ocean Voyages, wie Nicko Cruises eine Marke der Mystic Invest Holding, zu der auch Mystic Cruises gehört, zum Einsatz.
2025 bzw. 2026 soll Windstar Cruises zwei Einheiten der Klasse übernehmen. Datei handelt es sich um die im Bau befindliche World Seeker, die als Star Seeker in Fahrt kommen soll, und die bisherige World Explorer, die dann von Windstar Cruises als Star Explorer eingesetzt werden soll.

## Beschreibung
Die Schiffe sind mit einem Hybridantrieb ausgestattet, sie können dieselmechanisch und dieselelektrisch angetrieben werden. Für den dieselmechanischen Antrieb stehen zwei Achtzylinder-Dieselmotoren des Motorenherstellers Bergen Engines (Typ: C25:33L8P) mit jeweils 2665 kW Leistung zur Verfügung. Die Motoren wirken über Untersetzungsgetriebe auf zwei Verstellpropeller. Die Reisegeschwindigkeit der Schiffe beträgt 16 kn. Die Umrüstung der Dieselmotoren auf Wasserstoffantrieb wird überlegt.
Die Schiffe sind neben den Propellern mit zwei mit jeweils 350 kW Leistung angetriebenen Wasserstrahlantrieben ausgestattet. Diese erlauben eine Geschwindigkeit von 5 kn bei deutlich geringerer Geräuschentwicklung unter Wasser. Hiermit sollen die Schiffe unter anderem näher an Meeressäuger heranfahren können, ohne diese zu vertreiben. Die Schiffe sind mit zwei mit jeweils 419 kW Leistung angetriebenen Bugstrahlrudern ausgestattet. Die Antriebe erlauben den Schiffen, ihre Position zu halten, ohne ankern zu müssen.
Die Stromerzeugung erfolgt durch zwei von den Hauptmotoren mit jeweils 2000 kW Leistung angetriebenen Wellengeneratoren. Außerdem steht ein Sechszylinder-Dieselmotor von Bergen Engines (Typ: C25:33L6P) mit 2000 kW Leistung zur Verfügung, der zwei Generatoren antreibt. Die Schiffe können über die Getriebe im PTI-Modus dieselelektrisch angetrieben werden.
Die Schiffe sind mit einer Biomassevergasungsanlage ausgerüstet, in der aus kohlenstoffbasierten Abfällen Synthesegas erzeugt wird, das wiederum als Energiequelle dient. Hierdurch werden Schadstoffausstoß und Restmüllmenge im Vergleich zu Müllverbrennungsanlagen deutlich reduziert.
An Bord stehen 98 Passagierkabinen zur Verfügung. Diese verteilen sich auf die Decks 3, 5 und 6. Alle Kabinen sind Außenkabinen und die Kabinen auf den Decks 5 und 6 zu einem großen Teil mit eigenen Balkons ausgestattet. Ein Großteil der Einrichtungen für die Passagiere sind auf den Decks 4 und 7 untergebracht, darunter mehrere Restaurants und Lounges, eine Beobachtungslounge mit Außenbereich, ein auch als Kino zu nutzendes Auditorium, ein Schwimmbecken, ein Fitnesscenter, ein Wellnessbereich und eine Sauna. Eine weitere Lounge befindet sich im Heckbereich auf Deck 5. Ebenfalls auf Deck 5 befindet sich vorne ein offenes Beobachtungsdeck. Ein kleines Sonnendeck steht den Passagieren im Heckbereich der Decks 5 und 6 zur Verfügung. Auf Deck 8 befindet sich eine Joggingbahn.
Die Brücke befindet sich auf Deck 6 im vorderen Bereich der Schiffe. Sie ist über die gesamte Breite geschlossen. Zur besseren Übersicht bei An- und Ablegemanövern und dem Manövrieren in engen Fahrwassern gehen die Nocken etwas über die Schiffsbreite hinaus. Die Einrichtungen für die Schiffsbesatzung sind im Schiffsrumpf untergebracht.
Die Schiffe sind mit 18 Festrumpfschlauchbooten ausgestattet.
Der Rumpf der Schiffe ist eisverstärkt (Eisklasse 1B).

## Schiffe
| Explorer-Klasse  | Explorer-Klasse | Explorer-Klasse | Explorer-Klasse |
| Bauname          | Baunummer       | IMO-Nummer      | Ablieferung     |
| ---------------- | --------------- | --------------- | --------------- |
| World Explorer   | C010            | 9835719         | Juli 2019       |
| World Voyager    | C016            | 9871529         | Oktober 2020    |
| World Navigator  | C017            | 9871531         | Juli 2021       |
| World Traveller  | C019            | 9904807         | Oktober 2022    |
| World Seeker     | C020            | 9904819         |                 |
| World Adventurer | C021            | 9904912         |                 |
| World Discoverer | C022            | 9904924         |                 |

Die Schiffe fahren unter der Flagge Portugals. Heimathafen ist Madeira.